# Zapotèque d'El Alto
Le zapotèque d'El Alto (ou zapotèque de San Pedro el Alto, zapotèque de Zimatlan du Sud central) est une variété de la langue zapotèque parlée dans l'État de Oaxaca, au Mexique.

## Localisation géographique
Le zapotèque d'El Alto est parlé dans les villes de San Pedro el Alto (en), San Antonino el Alto (en) et San Andrés el Alto, dans l'État de Oaxaca, au Mexique,.

## Intelligibilité avec les variétés du zapotèque
Les locuteurs du zapotèque d'El Alto ont une intelligibilité de 20 % du zapotèque de Totomachapan (le plus similaire).

## Utilisation
En 1990, 900 personnes parlent le zapotèque d'El Alto, dont 30 monolingues, les autres parlant aussi notamment l'espagnol.